# マルセイユ石鹸

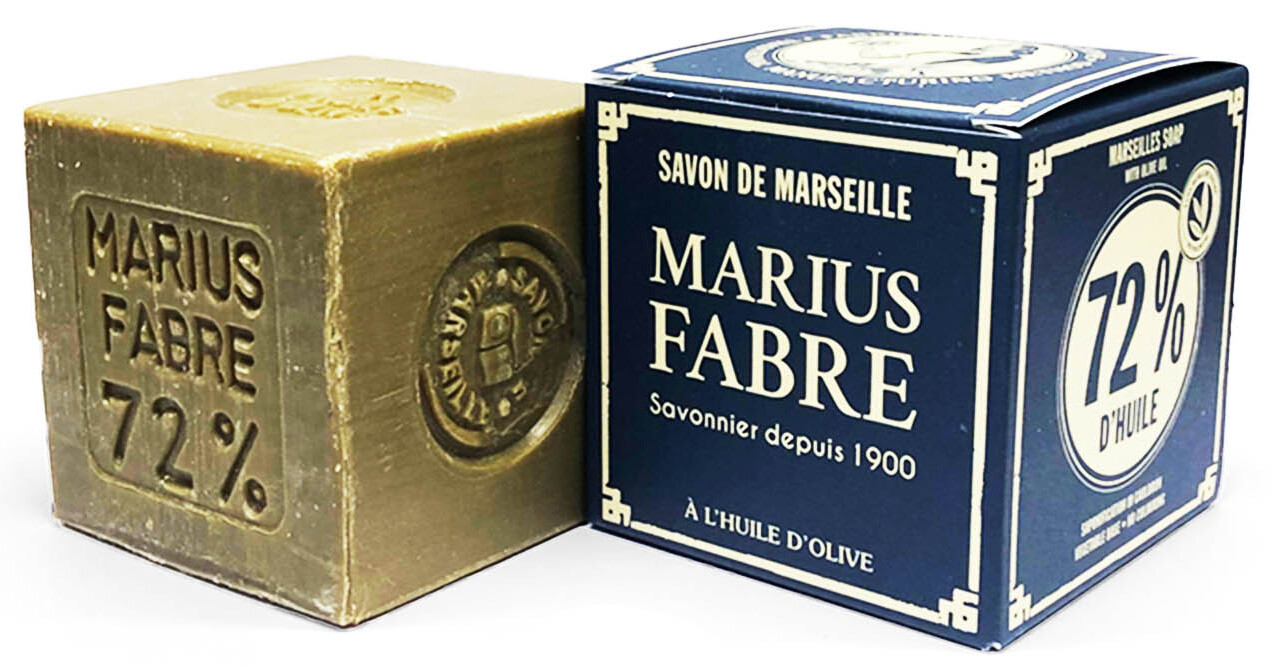
緑色の伝統的なマルセイユ石鹸。立方体で脂肪酸の含有率が刻印されている。

マルセイユ石鹸（マルセイユせっけん、仏: Savon de Marseille）は14世紀のマルセイユに起源をもつ伝統的な石鹸である。通常は植物性油脂を水酸化ナトリウムで鹸化して作られる石鹸の一種で、その高い洗浄力から身体の衛生目的のために工場、あるいは手作業で製造されている。
種類は大きく分けて2つあり、原料にオリーブ・オイルを使用した緑色のものと、パーム油やピーナッツオイルを使用した白色のものがある。かつては立方体に成型された状態で販売されていたが、現在では洗濯用の粉末タイプやハンドソープ、ボディソープなどもあり、農薬として使用できるものもある。

## 概要
現在「マルセイユ石鹸」の名称は管理された保護原産地呼称ではなく、脂肪酸の最低含有率を保証する成文化された製造工程による製品のみに使用されている。今日では原料にヘットなどの動物性油脂を含める場合があるが、伝統的なマルセイユ石鹸の製造法では、原料は植物由来のものに限られており、脂肪の含有率は72%以上に規定されている。
伝統的なマルセイユ石鹸は立方体に成型されており、脂肪の含有率がエンボス加工されている。かつては5キログラムと20キログラムのブロックのみで販売されていたが、現在では最大が10キログラム、最小が15グラムとなっており、通常販売されているものは300グラムと600グラムのものが主流となっている。
マルセイユ石鹸の最古の製造記録は1370年のマルセイユにさかのぼる。この石鹸の組成は、17世紀、ルイ14世の治世時代に法制化された。1668年、当時の財務総監、ジャン＝バティスト・コルベールは「マルセイユ石鹸」の名称をマルセイユ産のオリーブ・オイルのみを使用した石鹸に限定するとする勅令を可決した。歴史的にオリーブ・オイルのみから製造された伝統的なマルセイユ石鹸には、脂肪酸の含有率が72%以上であることが保証されていた。
19世紀のマルセイユには90の石鹸製造工場があり、1913年のピーク時には製造量が180,000トンに達した。しかし、1950年以降は合成洗剤の台頭により衰退が始まっている。現在、中国とトルコがマルセイユ石鹸の最大の製造拠点となっているが、フランス国内でも伝統的な製造法によるマルセイユ石鹸が生産されている。

## 歴史

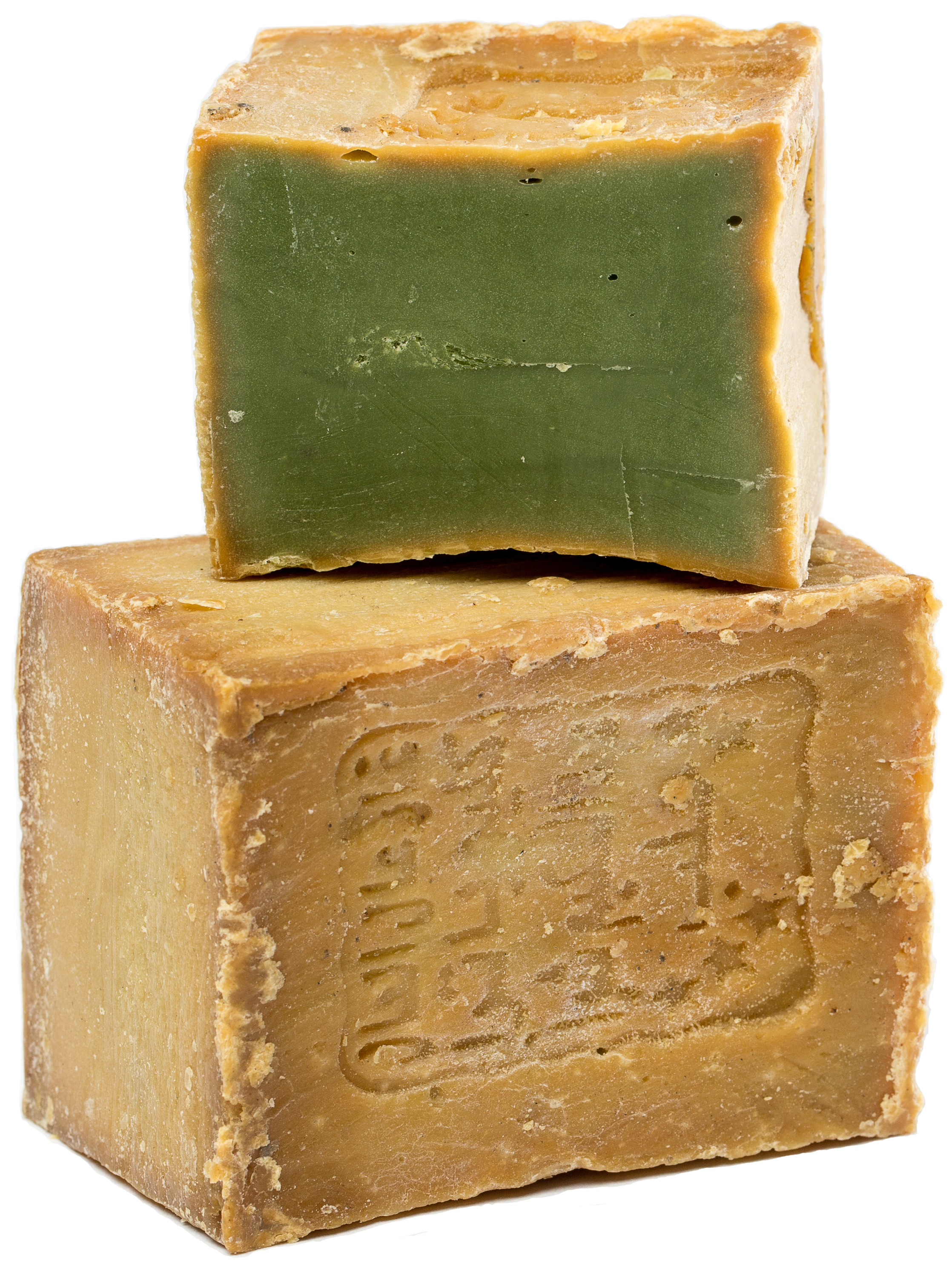
古代から作られてきたアレッポ石鹸。断面は緑色。

### マルセイユ石鹸産業の始まり
フランスでは石鹸は古代から使用されていた。1世紀のローマの百科事典学者である大プリニウスは、その著書「博物誌」の中で、ガリア人が髪を赤く染めるために牛脂と灰から作られた石鹸を使ったと記している。これは現在で呼ぶところのヘアジェルとヘアカラーの役目を果たしたと考えられる。
マルセイユ石鹸の起源は、数千年前にすでに存在していたシリアのアレッポ石鹸に求めることができる。オリーブ・オイルとゲッケイジュを原料とするその製造法は、十字軍の台頭後、地中海沿岸に伝播し、イタリアとスペインを経てマルセイユに伝わった。
ポカイアの都市には12世紀から石鹸工場があり、プロヴァンスで産出されたオリーブ・オイルを原料に使用している。当時、ソーダとは炭酸ナトリウムのことを指す言葉で、その語源は塩分を含んだ土壌に育つ植物、とくにサリコルニアに由来する。1371年、クレッサ・デヴァンという石鹸メーカーがマルセイユではじめて石鹸製造にソーダを使用した。1593年、ジョルジュ・プルヌモアールは一介の石鹸職人の領域を越えて、マルセイユに初めて石鹸工場を設立した。
17世紀の初頭、マルセイユの石鹸業者は、周辺地域の需要に応えるために苦慮しており、ジェノヴァやアリカンテからも製品を輸入していた。しかし、フランス・スペイン戦争 (1635年-1659年) の影響によりスペインからの輸入が途絶え、マルセイユの石鹸業者は西ヨーロッパ、とくにフランス王国北部、ブリテン島、オランダ、なかでも三十年戦争で崩壊しつつあったドイツのために石鹸の生産量を増やす必要があった。
1660年、マルセイユには7つの工場があり、年間生産量は20,000トンに達していた。ルイ14世治世下の石鹸の品質は優れており「マルセイユ石鹸」の名は知れ渡った。それは5キログラムまたは20キログラム単位で販売されていた緑色の石鹸である。
1688年10月5日、ルイ14世の勅令が公布された。ジャン＝バティスト・コルベールの息子であり、王の秘書であるジャン＝バティスト・コルベール (セニュレー侯) によって署名された石鹸の製造に関する法令である。その第3条によると、「石鹸工場では、樽、ソーダ、灰、純粋なオリーブ・オイルのみで、脂肪やバターその他の混合物を使用してはならない。これに違反した場合は商品没収の罰則を受ける。」としている。また、高温の環境では石鹸の品質が落ちるため、夏は工場の操業を停止しなければならないとする規制を設けた。これにより石鹸の品質が保たれ、マルセイユの石鹸工場は有名となった。この頃、サロン＝ド＝プロヴァンス、トゥーロン、アルルにもマルセイユ石鹸の工場が設立された。

### 石鹸産業

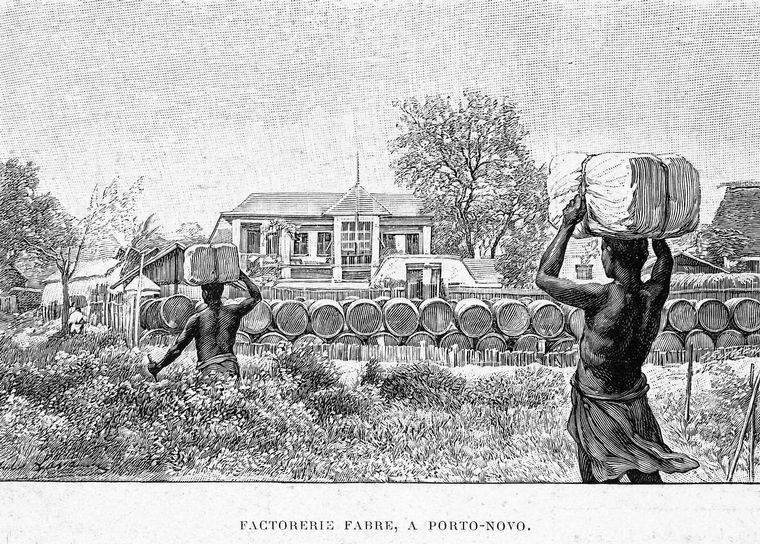
フランス領ダホメ、ポルトノボの石鹸工場（1895年の木版画）

1786年、マルセイユにある46の石鹸工場は、年間76,000トンの石鹸を生産し、600名の従業員を雇用した。繁忙期にはさらに1,500名の囚人がマルセイユのガレー船工廠から貸与された。
1794年と1806年の大陸封鎖、さらに1808年に半島戦争が勃発すると、マルセイユの石鹸業者たちは、スペインから輸入されるソーダの量が足りないことに気づいた。1809年、ナポレオン1世はこれを機会にフランスの化学者、ニコラ・ルブランが発明した炭酸ナトリウムの工業的製造法であるルブラン法を採用し、塩化ナトリウム、硫黄、石灰岩、木炭を燃焼することで生じる硫酸を用いてソーダ灰を作り、石鹸の原料の天然ソーダを人工ソーダに切り替えるよう命じた。その結果、天然ソーダの輸入が禁止された代わりに、化学産業は目覚ましい発展を遂げ、1810年にはブーシュ＝デュ＝ローヌ県で14の人工溶接工場が設立され、1813年にはマルセイユに62の石鹸工場が建設された。
1820年からはオリーブ以外の新しい油脂が輸入され、マルセイユの港にも入ってくるようになった。アフリカや中東産のパーム油、ピーナッツオイル、ヤシ油、ゴマ油が石鹸の製造に使われた。マルセイユの石鹸工場は、イギリスやパリの石鹸工場との競争に直面しており、後者は安価な石鹸の原料にヘットを使用していた。20世紀初頭、マルセイユには90の石鹸工場があった。1906年、フランスの化学者、フランソワ・メルクレンはマルセイユ石鹸の原料組成をヤシ油またはパーム油を63%、ソーダまたは海塩を9%、水を28%とする製造法を定めた。この産業は第一次世界大戦時までは栄えたが、植物の種子の海上輸送が難しく、石鹸業者の事業に大きな影響を与えた。1913年の生産量は180,000トンだったが、1918年にはわずか52,817トンにまで落ち込んだ。
第一次世界大戦後、石鹸業界は機械化の恩恵を受けたが、伝統的な製造法に則っていたために品質は保たれ、生産量は増加し、1938年には生産量が120,000トンに達した。第二次世界大戦が勃発したとき、マルセイユは依然としてフランス全体の生産量の半分を占めていたが、その後の数年間は悲惨そのものだった。石鹸は洗剤に取って代わられ、マルセイユの石鹸工場は次々と閉鎖された。

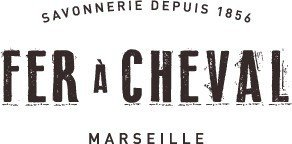
マルセイユ最古の石鹸メーカー、「フェール＝ア＝シェヴァル」のロゴタイプ

2024年現在、3世紀前の伝統的な製造法による石鹸メーカーは次の5社で、いずれも脂肪酸含有率を刻印した立方体の石鹸を製造している。
- フェール＝ア＝シェヴァル石鹸（Savonnerie du Fer-à-cheval）
- ミディ石鹸（Savonnerie du Midi）
- セライユ石鹸（Savonnerie le Sérail）
- ランパル・ラトゥール石鹸（Savonnerie Rampal Latour）
- マリウス・ファーブル石鹸（Marius Fabre (entreprise)）

### ギリシャの島々での油脂石鹸製造
ギリシャのケルキラ島、とくにミティリーニには、約100年前にもオリーブ・オイルから石鹸を作る小さな工場があった。当地では、食用のオリーブ・オイルは木製のプレス機で抽出され、その石鹸製造業者は油脂を多く含んだ搾りかす（ギュリニョン・ドリーヴ）を買い取った。彼は金属製のプレス機を使用して脂肪酸を多く含んだ残油を抽出した（現在、この油はさらに精製した形で抽出される）。抽出された油は石鹸の主原料に使用され、最終的な残りかすは燃料として使用された。以上のような製造工程の記録はミティリーニとロドス島で発見された。記録によれば、ロドス島ではこの男性はミティリーニから来たアジィアキャチカ（Agiakatsika）と呼ばれており、この人物が自分の娘のために建てた家はギリシャ新古典主義の傑作とされる。

## マルセイユ石鹸の製造

### 鹸化
マルセイユ石鹸は鹸化の化学反応によって作られる。脂肪酸の鹸化はマルセイユの熟練石鹸職人が伝統的に工場内のボイラーで行なっていた。脂肪酸が強塩基によってアルカリ加水分解された結果生じる、脂肪であるエステルは、アルカリ性の環境下で塩基である水酸化ナトリウムによって加水分解される。エステルの加水分解により、グリセリンとカルボン酸ナトリウムの混合物、つまり脂肪酸のイオン塩が形成され、これが凝縮相の石鹸の決定成分となり、乾燥後の石鹸は半結晶体とされることもある。

### マルセイユ製造法
伝統的なマルセイユ製造法は、不連続的な石鹸の製造工程である。これはいくつかの段階で構成される。

#### マッシングと分離
オリーブの搾りかす、ソーダ、水を10,000から40,000リットルの大きな釜やボイラーに入れ、120°Cから130°Cに加熱しながら混ぜ合わせると鹸化が始まる。高温は鹸化を早めるのに役立つ。脂肪とソーダは混ざらない。反応を促進させるために、前の製造ラインで製造した石鹸を加えて、油性相と水性相との間に乳化を発生させる。混合物の乳化を助けるために攪拌する。余分なグリセリンは沈殿しタンクの底に分離する。これと同じような製造工程をたどる製品にロウソクがある。動物性脂肪などの飽和性脂肪を原料とした石鹸溶液に酸を加えることでステアリン酸が沈殿してロウソクができる。

#### 加熱
ソーダは脂肪のより完全な反応を促すために加えられるが、一部の脂肪がソーダと反応しなかった場合、悪臭を放ち、保管上の問題を引き起こすため、ペーストを数時間煮沸する。

#### 休息と洗浄
できあがったペーストを塩水で3時間から4時間洗浄し、余分なソーダを除去する。塩水は水1リットルに対して塩化ナトリウムを360グラム加えたものを使用する。石鹸はソーダとは異なり、塩水に非常に溶けにくい。底に沈殿したソーダとグリセリンは除去される。こうして完成した石鹸にはソーダ成分は全く含まれていない。注意深く洗浄することで、塩水によってソーダ、油脂に含まれる不純物、グリセリンが除去される。これが石鹸の脱脂である。

#### 液体化
ペーストを休ませて少し固める、その後水で洗浄して余分な塩分を除去する。さらに水を加えて再度液体化させる。

#### 型入れと乾燥
温度が50°Cから60°Cのペーストの濃度を均一にして型に流し込み、棚に並べて乾燥させる。

#### 切断と刻印
固まった石鹸を切り分けて、成型機や手作業でシンボルマークを刻印する。伝統的なマルセイユ石鹸にはオリーブ・オイルが72%の割合で含まれており、このオリーブ由来の脂肪酸含有率が刻印される。

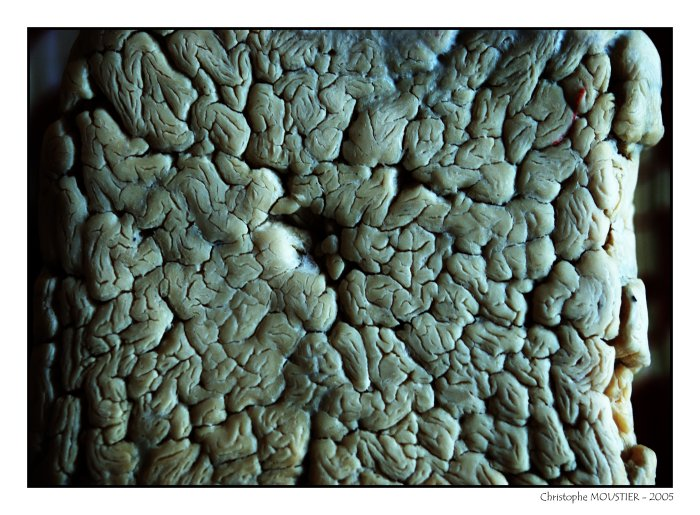
約10年間熟成された石鹸の塊
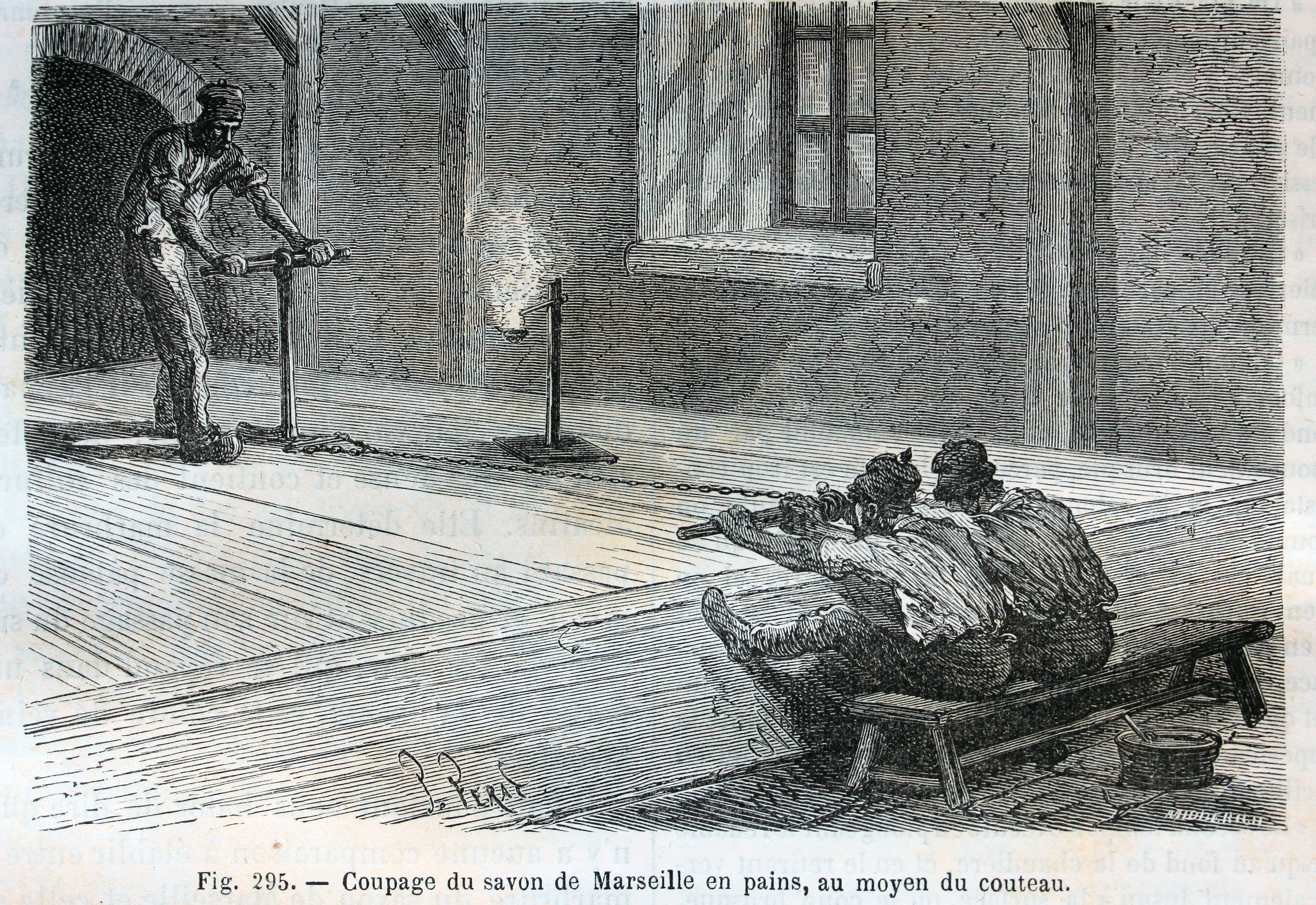
槽で固めた石鹸を大きなナイフで棒状に切る[注 8]。
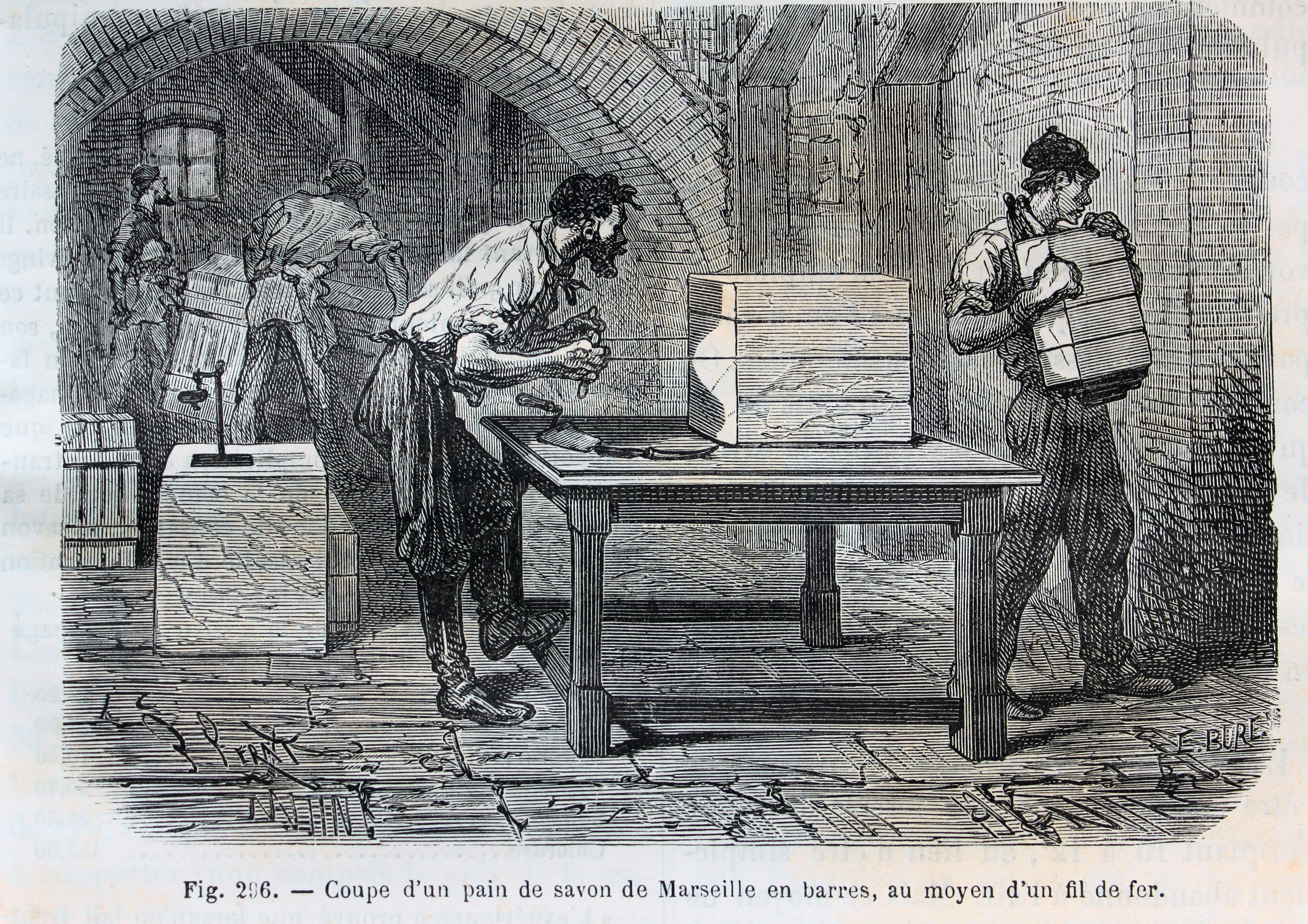
石鹸のブロックを針金で小さく切り分ける[注 8]。
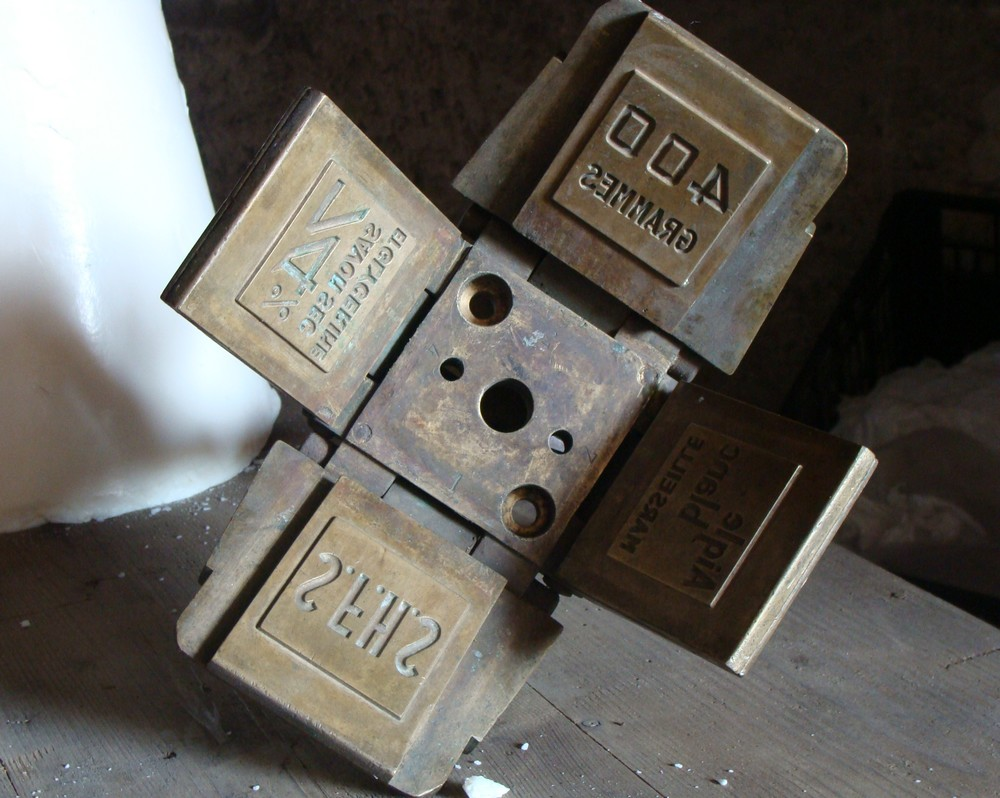
石鹸型。脂肪酸の含有率が刻まれている。

## 現在のマルセイユ石鹸

### 用途
マルセイユ石鹸は何よりもまず洗浄用の製品であり、身体、とくに日常的な顔と手の洗浄への使用が数世紀にわたって続けられてきた。家庭用の洗剤や洗濯用としても使用されており、洗濯用のマルセイユ粉石鹸もある。アレルギー物質を含まないため、アレルギー患者や、乳児用の衣服の洗濯にも用いられている。蛾などに対する防虫効果や殺菌作用があり、19世紀においては乳幼児の死亡率抑制に貢献した。また、一般に信じられているところによると、ベッドの下にこの石鹸を置くとけいれんを防ぐ効果があるとされている。

### 公式の定義
「マルセイユ石鹸」という名称は管理された原産地呼称ではなく、2003年3月以降、競争・消費・詐欺防止総局（DGCCRF）の認可を受けた製造工程にのみ認められている。この認証システムはフランス洗剤・保守・産業衛生製品産業協会（AFISE）の検証コードに基づいている。このコードは、最低63%の脂肪酸を含む滑らかな結晶相を確実に得るために、マッシング・加熱・グリセリン塩析洗浄・液体化の伝統的な4つの工程に基づいた製造方法を定義している。あわせて、オリーブの搾りかすから得られる油を除き、酸性油の使用に関する規制も定義している。化粧品に使用する動物性の成分に関する欧州規定、(EC)NO.1774/2002（動物副産物規則）に準拠した動物性油脂の使用を受け入れている。このマルセイユ石鹸コードは、添加物を制限し、とくに合成界面活性剤を除外している。 使用できる添加物は、EC76/768に準拠し、なおかつ化粧品、衛生用品、トイレタリーの市場投入に関する規制、(EC)1223/2009に準拠する必要がある。この規格は、無着色・無香料・無添加の生マルセイユ石鹸の品質と区別される。したがって、マルセイユでの製造義務はない。この名称は、水酸化ナトリウムの化成のためにルブラン法を使用して開発された、「マルセイユ鹸化法」と関連している。マルセイユ石鹸コードが適用される範囲は非常に幅広く、さまざまな起源を持つ石鹸が恩恵を受けられる。その結果、トルコと中国がマルセイユ石鹸の最大の製造拠点となった。
現在、多くの企業がマルセイユ石鹸を名乗ったり、本家たる由縁を主張したりしているが、それらは単なる石鹸の「トリートメント」をしているだけである。彼らが製造する石鹸の原料はおもに東南アジア産であり、彼らの「作業」は、AFISEコードに基づいたマルセイユ石鹸の恩恵を受けられる最新の工程を経て製造された石鹸の生地に着色したり、香り付けしたり、成型したりするだけである。

### フランスのマルセイユ石鹸
今日、フランス国内における伝統的なマルセイユ石鹸の生産量は少なくなっているが、現在でも国内のさまざまな地域で石鹸を作り続けている人もいる。マルセイユ・プロヴァンス地方には、オリジナルの製造方法を尊重した職人技を持つ石鹸の製造会社が5社ある。フェール・ア・シェヴァル石鹸では、従業員約30名で年間300トンを生産し、現在国内生産量の30%以上を製造している。ミディ石鹸では、従業員約20名で年間約900トンを製造している。セライユ石鹸は1949年に設立された、職人技を持つマルセイユの石鹸メーカーでは最も若い会社である。ランパル・ラトゥール石鹸は、約40名の従業員がおり、フランス産業財産庁の特許を2件保持している。マリウス・ファーブル石鹸は、約30名の従業員で、年間1,000トンを製造している。

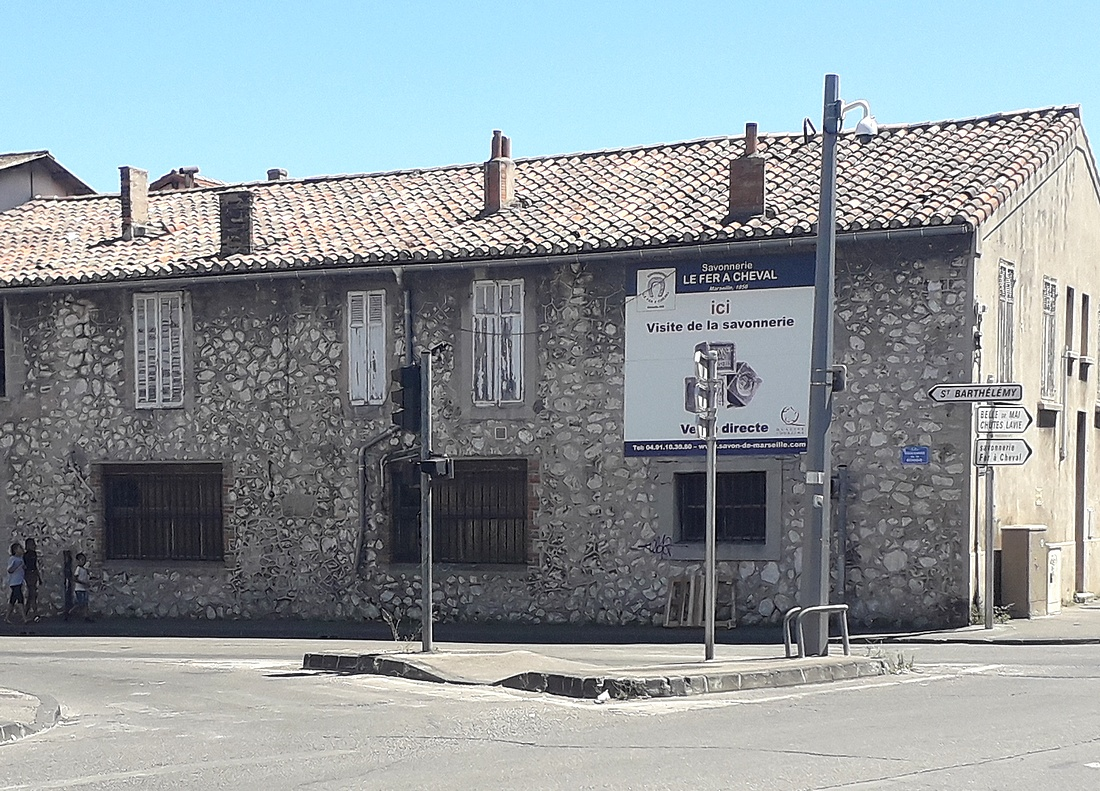
フェール・ア・シェヴァル石鹸
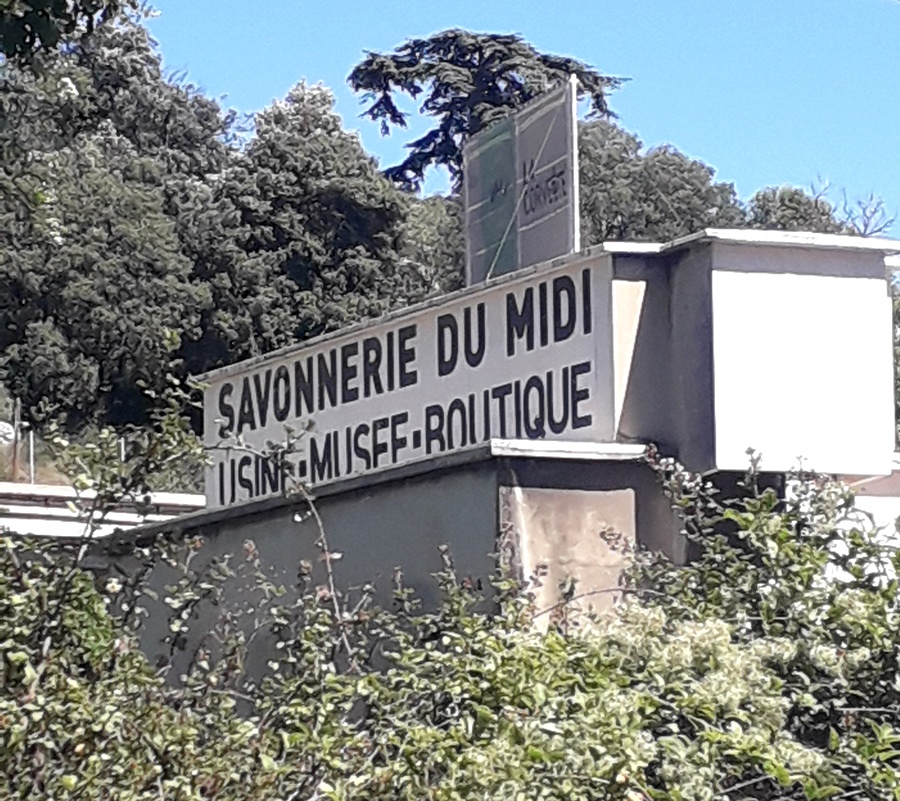
ミディ石鹸
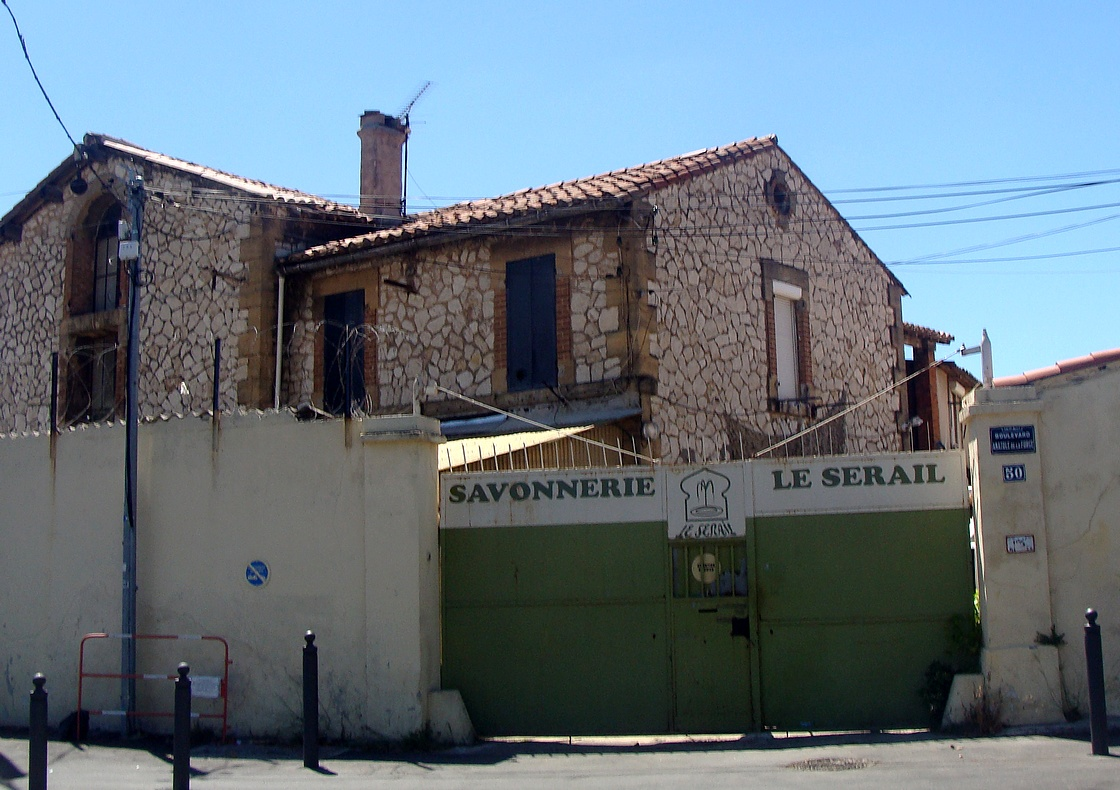
セライユ石鹸
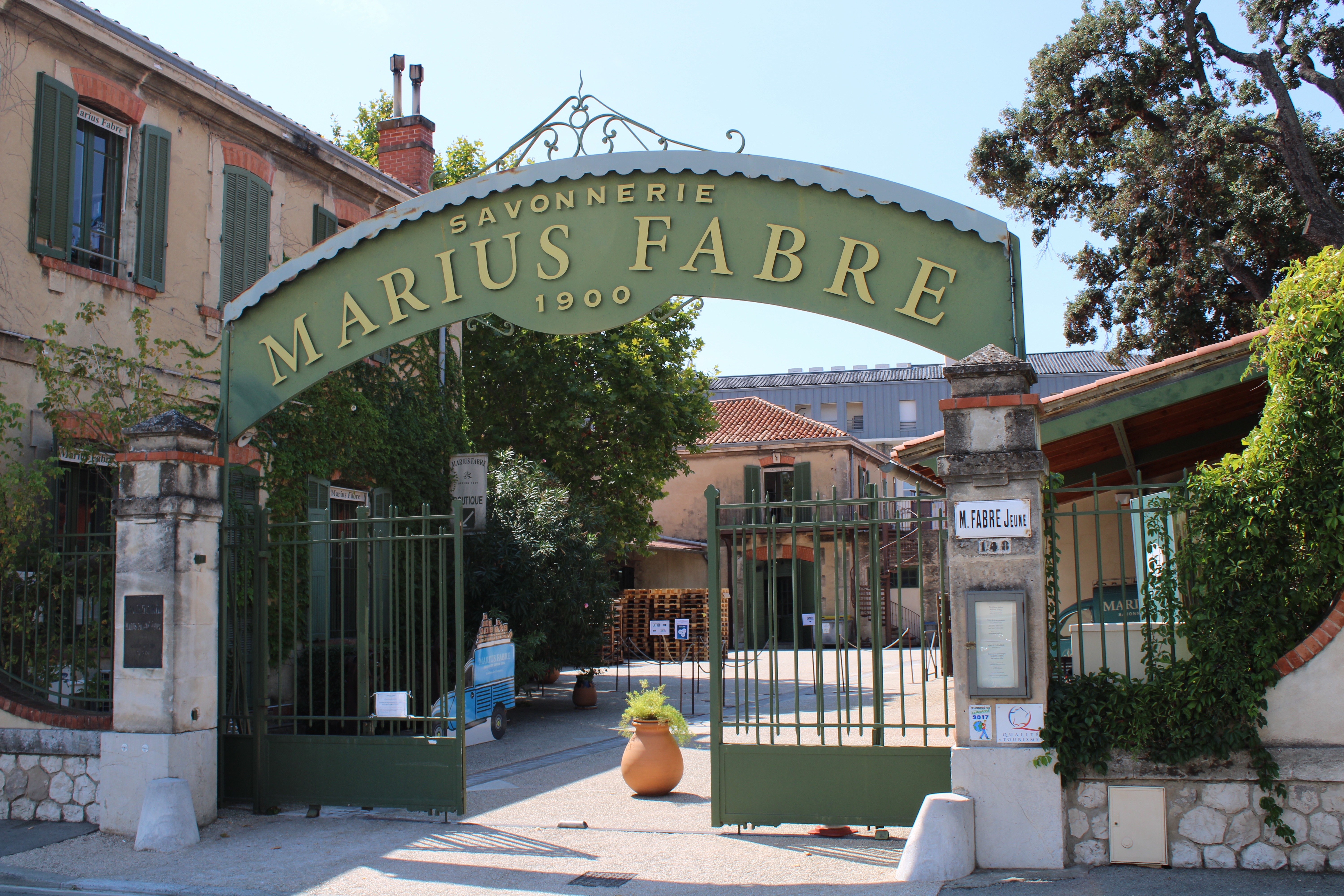
マリウス・ファーブル石鹸

ナントは、フランスにおける主要な石鹸生産地であり、1830年以来当地で石鹸製造を開始した。マルセイユ石鹸の製造法は、1844年に実業家のアンリ・セルペット (1821年ソンム生まれ、1887年ナントにて死去。作曲家ガストン・セルペットの父）によって導入され、ポカイア旅行の途次にセルペット石鹸工場を設立した。かつてマルセイユには約40の石鹸工場があり、300名をフルタイムで雇い、マルセイユの他の工場と競合した。ナントの工業団地で現在も稼働している最後の石鹸工場は、ルゼ郊外の南にあるアトランティーク石鹸であり、同社はフランス最後の工業用石鹸の製造工場である。同社は47名の従業員で年間8,000トンを生産し、そのうち6,500トン分に「マルセイユ」と刻印し、生産量の32%を海外に輸出している。

### 手作り石鹸

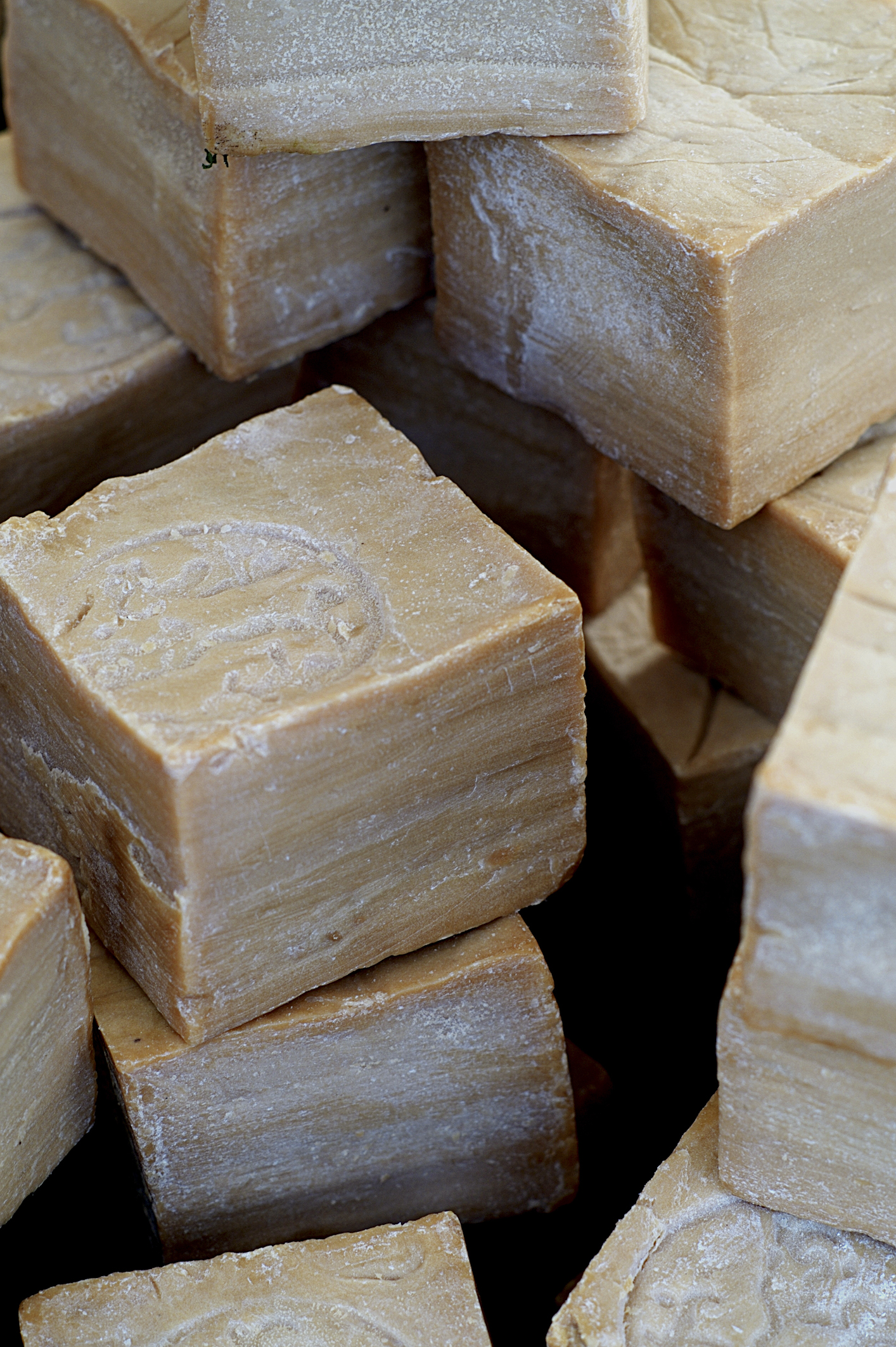
白いマルセイユ石鹸

伝統的なマルセイユ石鹸のオリジナルの製造方法は、1688年にジャン・バティスト・コルベールによって布告されたものである（→歴史）。 しかし、貿易の発展にともない、19世紀の間、職人によって作られた石鹸の成分はオリーブ・オイルに加えてパーム油やヤシ油などで構成されており、その色は緑色と茶色の間を行き来していて、一部の石鹸工場は昔ながらの製造方法に戻ろうとしている。現在、ピーナッツオイルやココナッツオイル、パーム油を原料とする白色のマルセイユ石鹸も製造されている。

### 大量生産用石鹸
スーパーマーケットで販売されているマルセイユ石鹸は、さまざまな種類の油脂を鹸化することで得られる種々の脂肪酸を含んだ家庭用石鹸またはトイレタリーである。原料となる油脂と生成される脂肪酸の種類を以下の表に示す。
| 油脂名           | 油脂のINCI名      | 生成された石鹸分子のINCI名 | 優位にある脂肪酸             |
| ---------------- | ----------------- | -------------------------- | ---------------------------- |
| ヘット (ウシ)    | Adeps bovis       | 獣脂酸ナトリウム           | パルミチン酸                 |
| ラード (ブタ)    | Adeps Suillus     | ラルジン酸ナトリウム       | オレイン酸                   |
| ピーナッツオイル | Arachis hypogaea  | ピーナッツ酸ナトリウム     | エライジン酸またはオレイン酸 |
| オリーブオイル   | Olea europaea     | オリビン酸ナトリウム       | エライジン酸またはオレイン酸 |
| ココナッツオイル | Cocos nucifera    | ココエートナトリウム       | ラウリン酸                   |
| パーム油         | Elaeis guineensis | パルミン酸ナトリウム       | パルミチン酸                 |
| パーム種油       | Elaeis guineensis | パームカーネル酸ナトリウム | ミリスチン酸                 |
| ローレルオイル   | Laurus nobilis    | ゲッケイジュナトリウム     | オレイン酸                   |

大量生産用のマルセイユ石鹸には、水垢防止剤、防腐剤、工業用染料、香水などのさまざまな添加物が含まれている。これらの添加物はしばしば汚染されており、自然分解が困難であったり、河川や森林などの自然環境に長期的な害を及ぼす場合がある。

### 関連製品
マルセイユ石鹸には、そのいずれもが自然で素朴であり、昔ながらの清潔さを印象付けるポジティブなイメージがある。そのため、メーカーは石鹸に加えてさまざまな洗浄剤や洗濯用洗剤など、マルセイユ石鹸をベースにした製品を提供している。アメリカ合衆国の製薬会社、ジョンソン・エンド・ジョンソンは、1985年に買収したフランスの石鹸ブランド、ル・プティ・マルセイユの製品にマルセイユ石鹸の立方体をイメージさせる正方形のデザインを使用している。ル・プティ・マルセイユの社名は調香師のポール・オージェ―ルが自身の香水店で販売していた毎日の香りの石鹸「ラ・プティ・マルセイユ」を讃えた短い詩がもととなっている。この詩は新聞「ル・プティ・ガゼット・リメ」(la petite Gazette rimée) に掲載された。

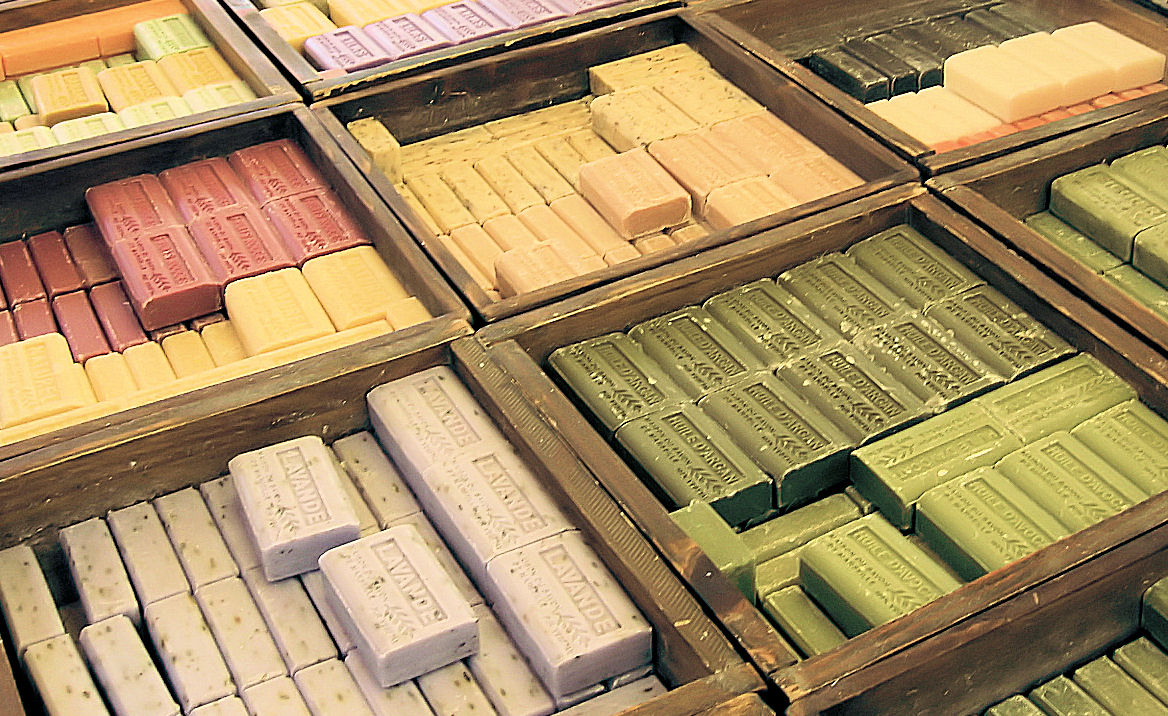
サン＝レミ＝ド＝プロヴァンス
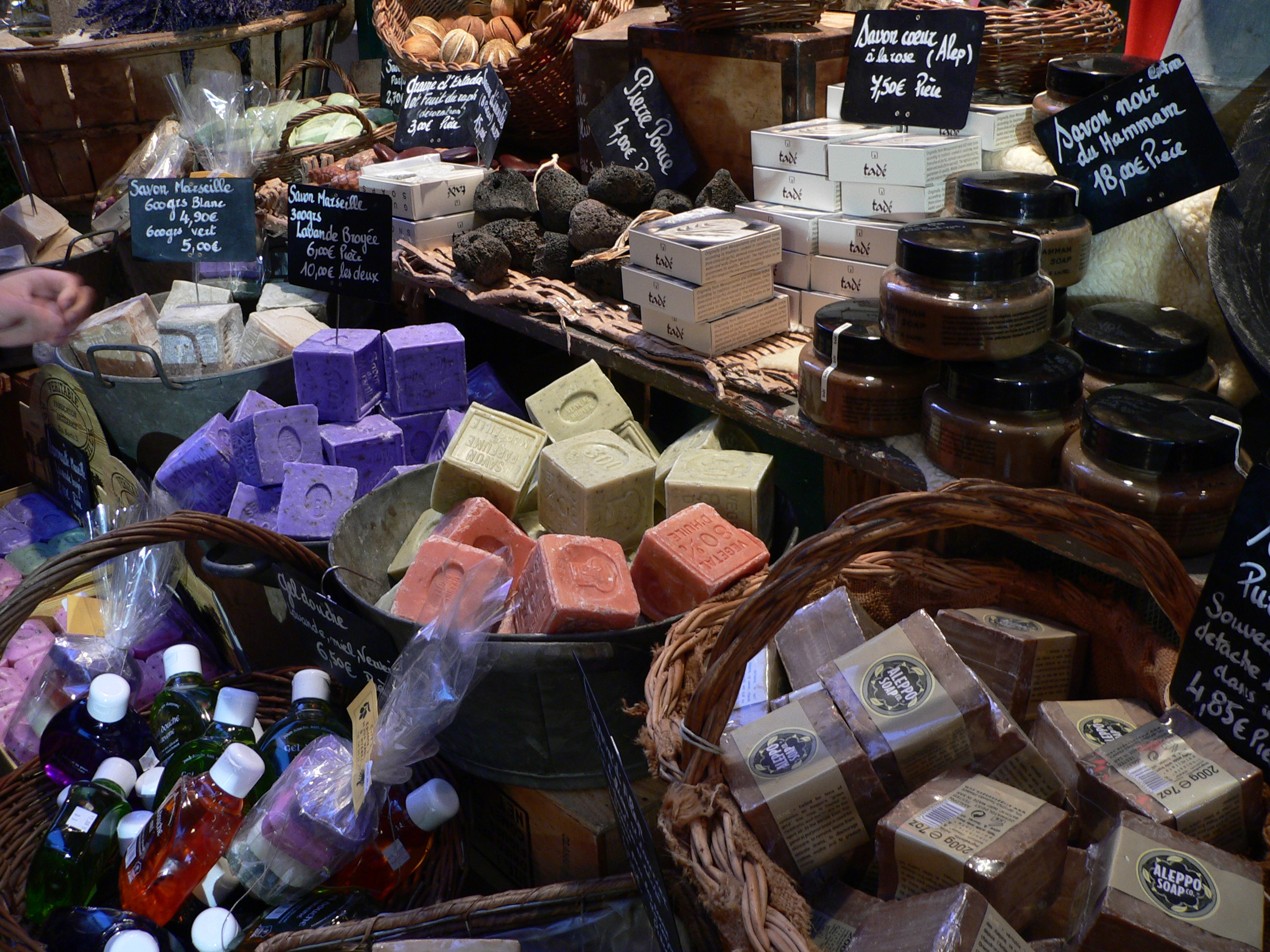
イエール (ヴァール県)
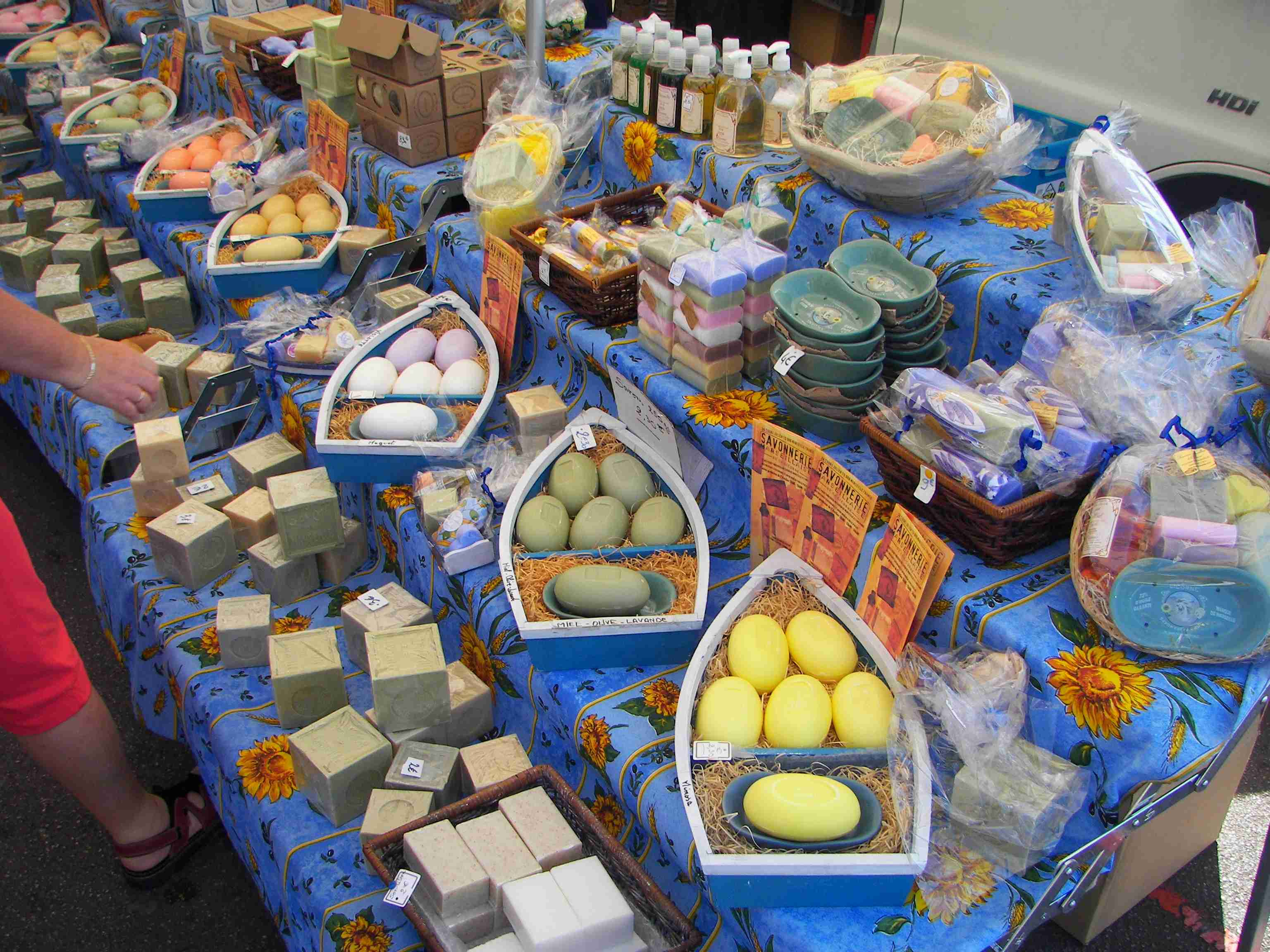
マルセイユ旧港
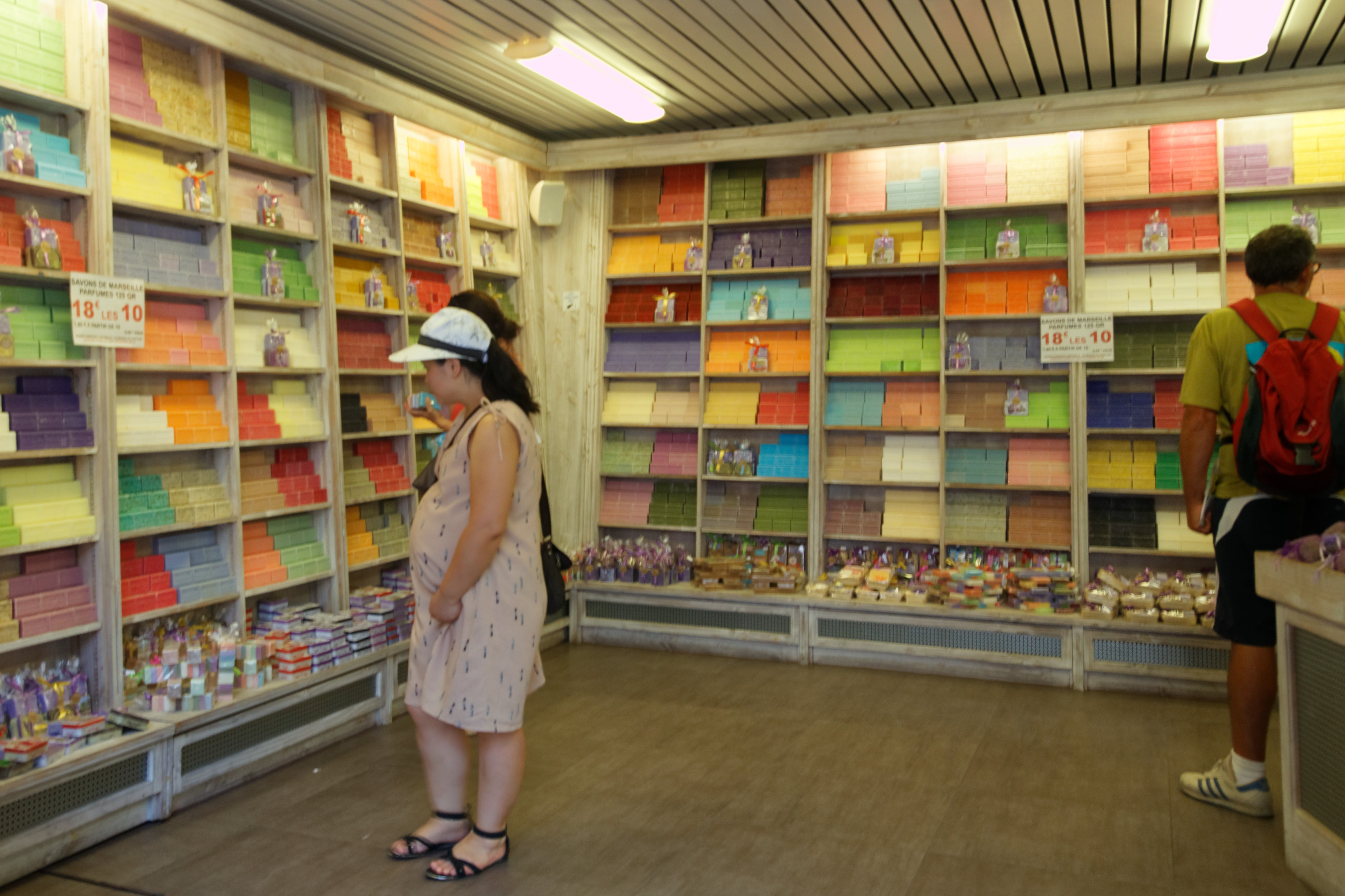
アヴィニョン